# Mehdi Baala
Mehdi Baala (* 17. August 1978 in Straßburg) ist ein französischer Mittelstreckenläufer.

## Leben
Seinen ersten großen internationalen Auftritt hatte er als 22-Jähriger bei den Olympischen Spielen 2000 in Sydney, als er auf seiner Lieblingsstrecke 1500 Meter Vierter wurde. Nach enttäuschenden Weltmeisterschaften in Edmonton (nur Zwölfter über 1500 Meter) gewann er bei den Europameisterschaften 2002 in München. Er galt bei den Weltmeisterschaften 2003 in Paris im eigenen Land als einer der Favoriten und musste sich nur Hicham El Guerrouj geschlagen geben, der seinen vierten Weltmeistertitel hintereinander holte.
Die Olympischen Spiele 2004 in Athen und die Weltmeisterschaften 2005 in Helsinki wurden dann ohne großartige Platzierungen zu einer großen Enttäuschung für Mehdi Baali. In Helsinki startete er nach einem Aus im Halbfinale über 1500 Meter noch über die 800 Meter und konnte dort immerhin Sechster werden. Im Jahr 2006 verteidigte Baala bei den Europameisterschaften in Göteborg seinen Titel. Bei den Weltmeisterschaften 2007 in Osaka wurde er im Semifinale nachträglich disqualifiziert, nachdem er auf der Zielgeraden seinen Ellenbogen ausgefahren und den Sturz zweier Kontrahenten verursacht hatte.
Bei den Olympischen Spielen 2008 in Peking belegte Mehdi Baala zunächst nur den unglücklichen vierten Platz. Da der vermeintliche Olympiasieger Rashid Ramzi allerdings im Nachhinein positiv auf das EPO-Derivat Mircera getestet wurde, rückte er auf den Bronzerang nach.
Mehdi Baala hat bei einer Größe von 1,80 m ein Wettkampfgewicht von 65 kg.

## Sperre nach Faustkampf
Beim Diamond-League-Meeting in Monaco 2011 schlug Baala sich mit seinem Teamkameraden Mahiedine Mekhissi-Benabbad. Daraufhin wurden er und Mahiedine Mekhissi-Benabbad für zehn Monate gesperrt (fünf davon auf Bewährung), mussten eine Strafe von 1500 Euro bezahlen und 50 Stunden Sozialarbeit leisten.

## Persönliche Bestleistungen

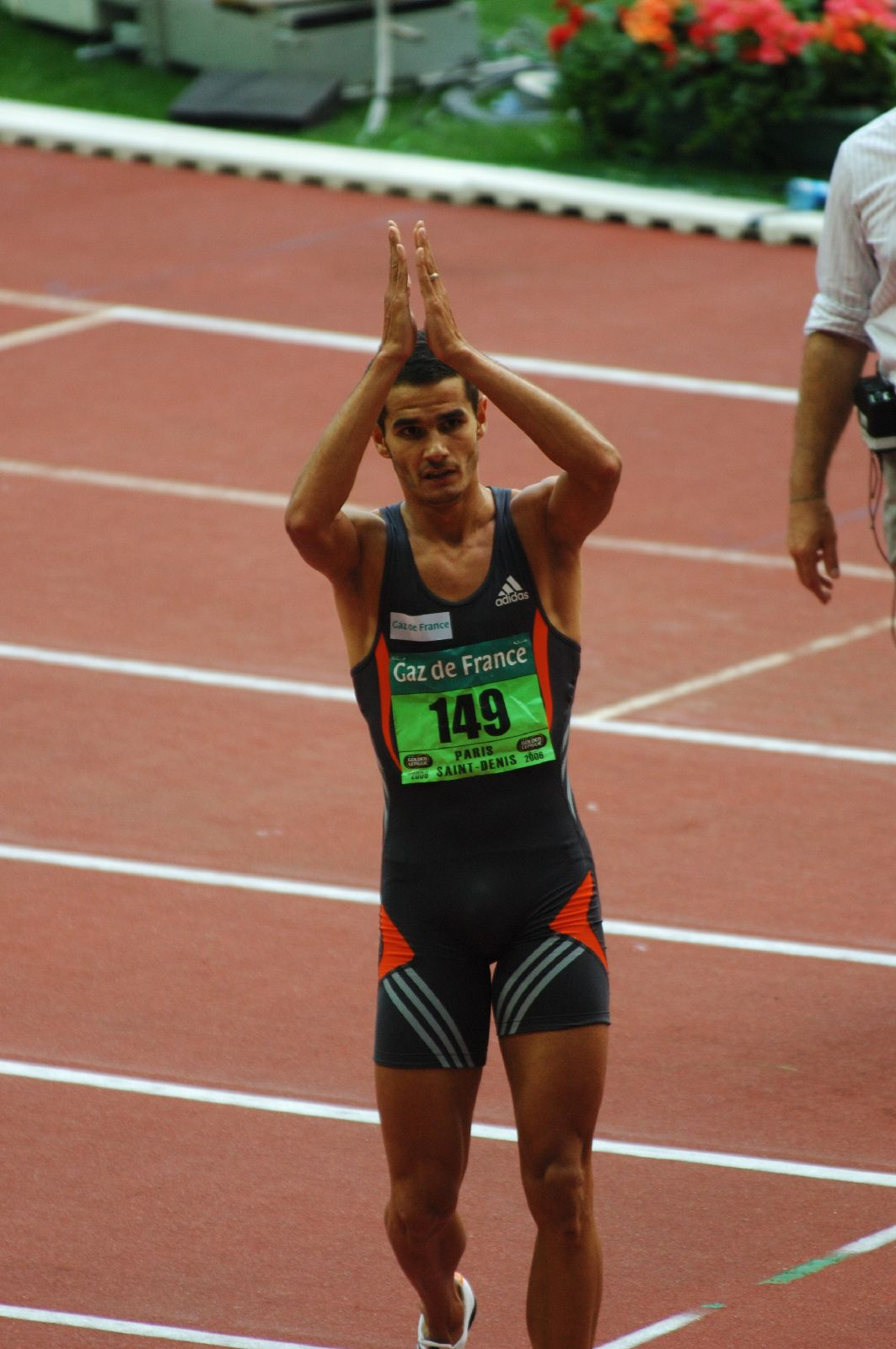
Mehdi Baala 2006

- 800 m: 1:43,15 min, 8. September 2002 in Rieti
- 1000 m: 2:13,96 min, 26. Juni 2003 in Straßburg
- 1500 m: 3:28,91 min, 5. September 2003 in Brüssel
- 2000 m: 4:53,12 min, 23. Juni 2005 in Straßburg

Leistungsentwicklung
| Jahr | 800 Meter (in min) | 1000 Meter (in min) | 1500 Meter (in min) |
| ---- | ------------------ | ------------------- | ------------------- |
| 1994 | -                  | -                   | 4:08,1              |
| 1995 | -                  | -                   | 3:48,74             |
| 1996 | 1:49,62            | -                   | 3:43,50             |
| 1997 | -                  | 2:21,28             | 3:45,34             |
| 1998 | 1:49,57            | 2:21,21             | 3:41,86             |
| 1999 | 1:46,41            | 2:17,5              | 3:34,83             |
| 2000 | 1:46,24            | 2:15,45             | 3:32,05             |
| 2001 | 1:46,94            | 2:17,80             | 3:31,97             |
| 2002 | 1:43,15            | 2:15,17             | 3:32,03             |
| 2003 | 1:44,17            | 2:13,96             | 3:28,98             |
| 2004 | 1:45,52            | -                   | 3:31,25             |
| 2005 | 1:44,74            | 2:19,11             | 3:30,80             |
| 2006 | 1:44,04            | 2:14,99             | 3:30,01             |
| 2007 | -                  | 2:17,73             | 3:31,01             |
| 2008 | -                  | 2:16,30             | 3:32,00             |
| 2009 | -                  | -                   | 3:30,96             |